# Ypsilanti Vandtårn
Ypsilanti Vandtårn er et historisk vandtårn i Ypsilanti, Michigan, USA.
Tårnet blev tegnet af William R. Coats og konstrueret som del af et mere omfattende vandføringsprojekt i byen, der begyndte i 1889. Beliggende på det højeste punkt i Ypsilanti og færdiggjort i 1890 kostede det ca. 21.000 USD. I dag spøges der ofte med tårnet pga. dets form. Derudover er tårnet blevet et vartegn for byen.
Grundet bygningens udformning og beliggenhed bruges tårnet ofte til at angive retning for turister. Tårnet blev i 1896 optaget i National Register of Historic Places.